# 1920
| 1920                                                                     |
| ------------------------------------------------------------------------ |
| Dødsfald - Fødsler                                                       |
| • Begivenheder • Film • Litteratur • Musik • Politik • Sport • Videnskab |

| Gregoriansk kalender | 1920 MCMXX              |
| Ab urbe condita      | 2673                    |
| Armensk kalender     | 1369 ԹՎ ՌՅԿԹ            |
| Kinesiske kalender   | 4616 – 4617 己未 – 庚申 |
| Etiopisk kalender    | 1912 – 1913             |
| Jødisk kalender      | 5680 – 5681             |
| Hindukalendere       |                         |
| - Vikram Samvat      | 1975 – 1976             |
| - Shaka Samvat       | 1842 – 1843             |
| - Kali Yuga          | 5021 – 5022             |
| Iransk kalender      | 1298 – 1299             |
| Islamisk kalender    | 1339 – 1340             |

Konge i Danmark: Christian 10. 1912-1947
Se også 1920 (tal)

## Begivenheder

### Januar
- 1. januar – Postgirosystemet i Danmark træder i kraft.
- 9. januar – De Samvirkende Fagforbund (datidens navn for LO) rejser krav om indførelse af sommerferie.
- 10. januar – På initiativ af den amerikanske præsident Woodrow Wilson træder Folkeforbundets statutter i kraft.
- 17. januar - Forbuddet mod alkohol i USA træder i kraft
- 24. januar - det tyske tropper forlader Flensborg

### Februar
- 2. februar - Freden i Tartu mellem Sovjetunionen og Estland
- 9. februar - Norge tilkendes retten over øgruppen Spitzbergen, som i 1925 får sit gamle navn Svalbard tilbage
- 10. februar – ved en folkeafstemningen stemmer flertallet i Nordslesvig (1. zone eller De Sønderjydske Landsdele) for en genforening med Danmark
- 24. februar - i München offentliggør Adolf Hitler et 25-punkts program for det nystiftede naziparti

### Marts
- 8. marts - Danmark tiltræder Folkeforbundet - forløber for FN
- 13. marts – I Berlin besætter frikorpset Marinebrigade Ehrhardt regeringsbygningerne og tvinger regeringen på flugt under Kappkuppet
- 14. marts – Ved en folkeafstemning stemmer flertallet i 2. zone (Mellemslesvig) tysk. Der bliver ingen afstemning i 3. zone (ved Dannevirke). Mellemslesvig, Sydslesvig og Holsten forbliver tyske.
- 18. marts – Efter generalstrejke i Tyskland bryder Kappkuppet sammen efter få dage, og kupmagerne Walther von Lüttwitz og Wolfgang Kapp flygter ud af Tyskland.
- 25. marts - Danmarks første radiotelefonforbindelse bliver etableret; det er mellem Hammeren Fyr og Christiansø
- 29. marts – Påskekrisen begynder og varer til 4. april 1920, da Kong Christian X imod Folketingets flertal afskedigede Ministeriet Zahle II i håb om at udløse et folketingsvalg, der kunne give flertal for at indlemme Flensborg i Danmark

### April
- 1. april - Statsradiofonien (Danmarks Radio) stiftes.
- 4. april - der erklæres undtagelsestilstand i Jerusalem efter sammenstød mellem arabere og jøder
- 25. april - Polen invaderer Rusland i et forsøg på at styrte bolsjevikkerne. Det samme har USA, England og Frankrig gjort de foregående år
- 27. april – Den Røde Hær påbegynder sin invasion af Aserbajdsjan
- 28. april – Aserbajdsjanske SSR stiftes

### Maj
- 16. maj - Schweiz tilslutter sig Folkeforbundet
- 16. maj - Jeanne d'Arc, den franske heltinde fra 100-årskrigen mod England, ophøjes til helgen

### Juni
- 6. juni – Ved det første valg i Tyskland under Weimarforfatningen taber socialdemokraterne mere end en tredjedel af sine mandater i Rigsdagen, men forbliver det største parti.
- 15. juni – De Sønderjydske Landsdele bliver genforenede med Danmark ved Genforeningen 1920 (Genforeningsdag og Valdemarsdag)

### Juli
- 5. juli - i Paris undertegnes en traktat, som fastlægger den dansk-tyske grænse
- 10. juli – Christian 10. rider over den gamle grænse og flere dages genforeningsfest starter
- 12. juli - Panamakanalen indvies af den amerikanske præsident Woodrow Wilson

### August
- 10. august - Sultan Mehmed 6.’s repræsentanter underskriver Sèvres-traktaten, der opdeler Det Osmanniske Rige og underlægger dette de allieredes kontrol
- 12. august - under Den polsk-sovjetiske krig indledes Slaget ved Warszawa, der fører til polsk sejr over Den røde hær
- 26. august – det 19. forfatningstillæg bliver en del af USA's forfatning. Herved får kvinder stemmeret i hele USAWall Street bombningen d. 16. september 1920 kostede 30 mennesker livet

### September
- 1. september – Frankrig overtager styret i Libanon som mandatområde under Folkeforbundet
- 16. september - Wall Street bombningen koster 30 mennesker livet
- 28. september – Sverige afholder riksdagsvalg

### Oktober
- 1. oktober – Stor-Berlin dannes, ved at indlemme 7 hidtil selvstændige byer og 59 landsbyer i det daværende Berlin
- 14. oktober - Fredsaftalen i Tartu undertegnedes af Finland og Russiske SFSR i Tartu i Estland

### December
- 5. december – Efter en folkeafstemning vender Konstantin I tilbage til Grækenland efter landflygtighed.
- Første lov om danske folkebiblioteker vedtages i Folketinget.

## Født

### Januar
- 2. januar – Isaac Asimov, amerikansk forfatter (død 1992).
- 5. januar – Arturo Benedetti Michelangeli, italiensk pianist (død 1995).
- 6. januar – Ipousteguy, fransk skulptør (død 2006).
- 6. januar – Sun Myung Moon, koreansk grundlægger (død 2012).
- 19. januar – Javier Pérez de Cuéllar, peruviansk FN-sekretær (død 2020).
- 20. januar – Federico Fellini, italiensk filminstruktør (død 1993).
- 20. januar – Johannes Bæch, dansk maler og tegner (død 2002).
- 20. januar − DeForest Kelley, amerikansk skuespiller (død 1999).
- 23. januar − Walter Frederick Morrison, amerikansk iværksætter og opfinder af frisbee'en (død 2010)
- 30. januar – Delbert Mann, amerikansk filminstruktør (død 2007).

### Februar
- 12. februar – William Rosenberg, dansk skuespiller (død 2014).
- 18. februar – Eric Danielsen, dansk journalist (død 2008).
- 26. februar – Hilmar Baunsgaard, dansk politiker og statsminister (død 1989).
- 29. februar – Michèle Morgan, fransk skuespillerinde (død 2016).

### Marts
- 11. marts – Nicolaas Bloembergen, hollandsk-amerikansk fysiker (død 2017).
- 15. marts – E. Donnall Thomas, amerikansk fysiker og nobelprismodtager (død 2012).
- 16. marts – Jørgen Nash, dansk maler og digter (død 2004).
- 19. marts – Paul Hagen, dansk skuespiller (død 2003).
- 20. marts – Éric Rohmer, fransk filminstruktør (død 2010).

### April
- 1. april – Toshirō Mifune, japansk skuespiller (død 1997).
- 3. april – John Demjanjuk, krigsforbryder (død 2012).
- 4. april – Éric Rohmer, fransk filminstruktør (død 2010).
- 6. april – Edmond H. Fischer, amerikansk fysiker (død 2021).
- 7. april – Ravi Shankar, indisk sitarspiller og komponist (død 2012).
- 9. april – Art Van Damme, amerikansk jazzmusiker (død 2010).
- 11. april – Emilio Colombo, italiensk politiker (død 2013).
- 13. april – Liam Cosgrave, irsk politiker (død 2017).
- 15. april – Richard von Weizsäcker, tysk præsident (død 2015).
- 16. april – Georg af Danmark, dansk prins (død 1986).
- 16. april – Varvara Hasselbalch, dansk fotograf (død 2008).
- 20. april – John Paul Stevens, amerikansk politiker (død 2019).
- 24. april – Jørgen Clevin, dansk tegner (død 1993).
- 30. april - Gerda Lerner, amerikansk historiker, forfatter og lærer (død 2013).

### Maj
- 2. maj – Preben Neergaard, dansk skuespiller (død 1990).
- 8. maj – Tom of Finland, finsk tegner (død 1991).
- 9. maj – Richard Adams, engelsk forfatter til bl.a. Kaninbjerget (død 2016).
- 9. maj – Tao Michaëlis, italiensk/dansk forfatter (død 1958).
- 14. maj – Knud Lundberg, dansk fodboldspiller, læge og journalist (død 2002).
- 18. maj – Johannes Paul II, pave (død 2005).
- 26. maj – John Dall, amerikansk skuespiller (død 1971).
- 27. maj – Vilhelm Wohlert, dansk arkitekt (død 2007).
- 30. maj – Franklin J. Schaffner, amerikansk filminstruktør (død 1989).

### Juni
- 15. juni – Knud Poulsen, dansk journalist, forfatter, teaterdirektør, oversætter og radiokommentator (død 2003).
- 17. juni – François Jacob, fransk biolog og nobelprismodtager (død 2013).
- 18. juni – Ian Carmichael, britisk skuespiller (død 2010).

### Juli
- 1. juli – Kjeld Petersen, dansk skuespiller (død 1962).
- 8. juli – Godtfred Kirk Christiansen, dansk fabrikant og direktør (død 1995).
- 10. juli - Owen Chamberlain, amerikansk fysiker og nobelprisvinder (død 2006).
- 11. juli - Yul Brynner, amerikansk skuespiller (død 1985).
- 17. juli – Juan Antonio Samaranch, spansk formand for den internationale olympiske komité (død 2010).
- 21. juli – Constant, hollandsk COBRA-kunstner (død 2005).
- 21. juli – Isaac Stern, russisk-amerikansk violinist (død 2001).
- 23. juli – Amália Rodrigues, portugisisk sangerinde (død 1999).
- 25. juli – Rosalind Franklin, britisk kemiker (død 1958).
- 28. juli – Preben Mahrt, dansk skuespiller (død 1989).

### August
- 3. august – P.D. James, engelsk forfatter (død 2014).
- 8. august – Palle Nielsen, dansk grafiker (død 2000).
- 17. august – Maureen O'Hara, irsk-amerikansk skuespillerinde (død 2015).
- 18. august – Shelley Winters, amerikansk skuespillerinde (død 2006).
- 22. august – Ray Bradbury, amerikansk forfatter (død 2012).
- 26. august – Prem Tinsulanonda, thailandsk politiker (død 2019).

### September
- 1. september – Buster Larsen, dansk skuespiller (død 1993).
- 17. september – Cibrino, dansk rottekonge (død 2009).
- 18. september – Jack Warden, amerikansk skuespiller (død 2006).
- 23. september – Mickey Rooney, amerikansk filmskuespiller (død 2014).
- 25. september – Sergej Bondartjuk, russisk skuespiller (død 1994).

### Oktober
- 1. oktober – Walter Matthau, amerikansk skuespiller (død 2000).
- 5. oktober – Palle Jessen, dansk digter (død 1962).
- 8. oktober – Frank Herbert, amerikansk science fiction-forfatter (død 1986).
- 9. oktober – Jens Bjørneboe, norsk forfatter (død 1976).
- 15. oktober – Mario Puzo, amerikansk forfatter (død 1999).
- 17. oktober – Miguel Delibes, spansk forfatter (død 2010).
- 17. oktober – Montgomery Clift, amerikansk skuespiller (død 1966).
- 20. oktober – Janet Jagan, tidligere præsident af Guyana (død 2009).
- 27. oktober – Nanette Fabray, amerikansk skuespillerinde (død 2018).
- 27. oktober – K.R. Narayanan, indisk præsident (død 2005).

### November
- 4. november − Niels Arnstedt, dansk advokat og erhvervsmand (død 1986).
- 5. november − Douglass North, amerikansk økonom (død 2015).
- 13. november − Martin Volodja Johansen, dansk professor, dr.phil (død 1999).
- 19. november − Gene Tierney, amerikansk skuespillerinde (død 1991).

### December
- 1. december – Lê Đức Anh, vietnamesisk politiker og tidligere præsident (død 2019).
- 6. december – Mette Koefoed Bjørnsen, dansk forligskvinde (død 2008).
- 9. december – Carlo Azeglio Ciampi, italiensk præsident (død 2016).
- 10. december – Ragnhild Hveger, dansk svømmer (død 2011).
- 13. december – George P. Shultz, amerikansk republikansk politiker (død 2021).
- 18. december – Ingálvur av Reyni, færøsk kunstner (død 2005).
- 20. december – Väinö Linna, finsk forfatter (død 1992).
- 30. december – Jack Lord, amerikansk skuespiller (død 1998).

## Dødsfald
- 6. januar - Hieronymus Georg Zeuthen, dansk matematiker (født 1839).
- 1. februar - Enevold Sørensen, dansk politiker, journalist og minister (født 1850).
- 3. marts – Theodor Philipsen, dansk maler (født 1840).
- 7. marts - S.C. Hauberg, dansk fabrikant og direktør (født 1848).
- 23. marts - Ivar Knudsen, dansk maskiningeniør og direktør (født 1861).
- 26. april - Frederik Bøttger, dansk arkitekt (født 1838).
- 14. maj – L. Chr. Dæhnfeldt, dansk handelsgartner og frøavler (født 1857).
- 25. maj - F. Kølpin Ravn, dansk botaniker og plantepatolog (født 1873).
- 6. juni – Henrik Scharling, dansk forfatter (født 1836).
- 20. juni – C.A. Olesen, dansk direktør, fabrikant, farmaceut og etatsråd (født 1845).
- 20. juni - Johannes Lauridsen, dansk fabrikant, politiker og nationalbankdirektør (født 1847).
- 21. juni – Peter Wilken Heiberg, dansk overlæge og kirurg (født 1840).
- 27. juni – Hack Kampmann, dansk arkitekt (født 1856).
- 6. august - Leopold Helweg, dansk havebrugsteoretiker og forfatter (født 1851).
- 22. august – Anders Zorn, svensk maler (født 1860).
- 24. september - Carl Fabergé, russisk guldsmed og juveler (født 1846).
- 2. oktober – Max Bruch, tysk komponist og dirigent (født 1838).

## Nobelprisen
- Fysik, Charles Edouard Guillaume
- Kemi, Walther Hermann Nernst
- Medicin – August Krogh
- Litteratur – Knut Hamsun
- Fred, Léon Victor Auguste Bourgeois, præsident for Folkeforbundet.

## Sport
- Sommer-OL afholdes i Antwerpen i Belgien.

## Bøger
- Vandrer mod Lyset! udgives af Michael Agerskov